# Dzień Niepodległości: Odrodzenie
Dzień Niepodległości: Odrodzenie (ang. Independence Day: Resurgence) –  amerykański film fantastycznonaukowy w reżyserii Rolanda Emmericha. Film jest kontynuacją pierwszej części z 1996 roku.

## Obsada
| Rola                             | Aktor                | Polski dubbing         |
| -------------------------------- | -------------------- | ---------------------- |
| David Levinson                   | Jeff Goldblum        | Dariusz Kowalski       |
| Thomas J. Whitmore               | Bill Pullman         | Grzegorz Wons          |
| Jake Morrison                    | Liam Hemsworth       | Miłosz Konieczny       |
| Dylan Dubrow-Hiller              | Jessie Usher         | Otar Saralidze         |
| Patricia Whitmore                | Maika Monroe         | Paulina Chapko         |
| pani prezydent Elizabeth Lanford | Sela Ward            | Joanna Jeżewska        |
| Julius Levinson                  | Judd Hirsch          | Włodzimierz Press      |
| Rain                             | Angelababy           | Zuzanna Galia          |
| Sam                              | Joey King            | Julia Chatys           |
| Jasmine Dubrow-Hiller            | Vivica A. Fox        | Karina Szafrańska      |
| Dr Brackish Okun                 | Brent Spiner         | Wojciech Paszkowski    |
| Dr Catherine Marceaux            | Charlotte Gainsbourg | Lidia Sadowa           |
| Tanner                           | Patrick St. Esprit   | Aleksander Mikołajczak |
| Generał Adams                    | William Fichtner     | Przemysław Bluszcz     |

## Produkcja
Po komercyjnym sukcesie pierwszej części zaczęto rozważać nakręcenie kontynuacji, jednak przez długi czas nie pojawiły się żadne konkretne plany. W 2004 roku scenarzysta i producent filmu Dean Devlin oraz reżyser Roland Emmerich rozpoczęli pracę nad zarysem fabuły kolejnej części, ale ponieważ nie byli zadowoleni z efektów porzucili swój pomysł. W październiku 2009 roku Emmerich ogłosił, że ponownie przymierza się do realizacji filmu oraz rozważa możliwość nakręcenia dwóch kontynuacji, tak by powstała trylogia. 24 czerwca 2011 roku Devlin potwierdził, że wspólnie z reżyserem mają już pomysł na fabułę dwóch nowych części i są w trakcie opracowywania scenariusza. Jednakże w październiku 2011 roku pojawiły się problemy z Willem Smithem, odtwórcą jednej z głównych ról, który za swój udział w dwóch kolejnych filmach zażądał 50 mln dolarów, na co wytwórnia 20th Century Fox się nie zgodziła. Emmerich zapewnił jednak, że filmy powstaną nawet bez udziału aktora.
W marcu 2013 roku reżyser oznajmił, że nowe filmy będą nosić tytuły ID Forever Part I i ID Forever Part II, a ich akcja będzie się rozgrywać 20 lat po wydarzeniach z pierwszej części. Ujawnił też, że pojawią się nowi bohaterowie, w tym pasierb Stevena Hillera, którego grał Will Smith. 29 maja 2014 roku twórcy ogłosili, że scenariusz filmu zostanie na nowo przerobiony przez Cartera Blancharda, a kilka miesięcy później rozpocznie się kompletowanie obsady. 22 czerwca 2015 roku serwis Hollywood Reporter doniósł iż ostateczny tytuł filmu będzie brzmieć Independence Day: Resurgence.

## Casting
Gdy w 2011 roku Dean Devlin i Roland Emmerich ogłosili, że są w trakcie opracowywania scenariusza ujawnili też, że chcieliby aby w kontynuacji wystąpił Will Smith. Jednakże dwa lata później reżyser oznajmił, iż Smith jednak nie pojawi się w filmie z powodu zbyt wygórowanych wymagań finansowych. Brak jego bohatera w filmie wyjaśniono tym, że zginął on podczas prób doświadczalnego myśliwca zbudowanego na bazie technologii obcych. W czerwcu 2013 roku potwierdzono natomiast udział Jeffa Goldbluma i Billa Pullmana. 27 stycznia 2015 roku wytwórnia 20th Century Fox rozpoczęła casting, w wyniku którego jedną z głównych ról otrzymał Liam Hemsworth. W kolejnych miesiącach do obsady dołączyli m.in.: Charlotte Gainsbourg, Vivica A. Fox, Sela Ward, William Fichtner i Jessie Usher.

## Zdjęcia
W listopadzie 2014 roku zaplanowano, że produkcja filmu ruszy w maju 2015 roku. Do tego czasu uzupełniono obsadę oraz zakończono przygotowania. Pierwsze zdjęcia rozpoczęto 5 maja 2015 roku w Albuquerque w Nowym Meksyku. Następnie ekipa filmowa realizowała je w Londynie, Dubaju i Singapurze. Główne zdjęcia zakończono 22 sierpnia, ale dodatkowe sceny kręcono jeszcze na początku 2016 roku w Los Angeles.
Pierwotnie premierę filmu planowano na 3 lipca 2015 roku, jednak w listopadzie 2013 roku ogłoszono, że pierwszy sequel pojawi się w kinach w 2016 roku. Ostateczną datę premiery wytwórnia 20th Century Fox ogłosiła 14 października 2014 roku.